# SUGOCA

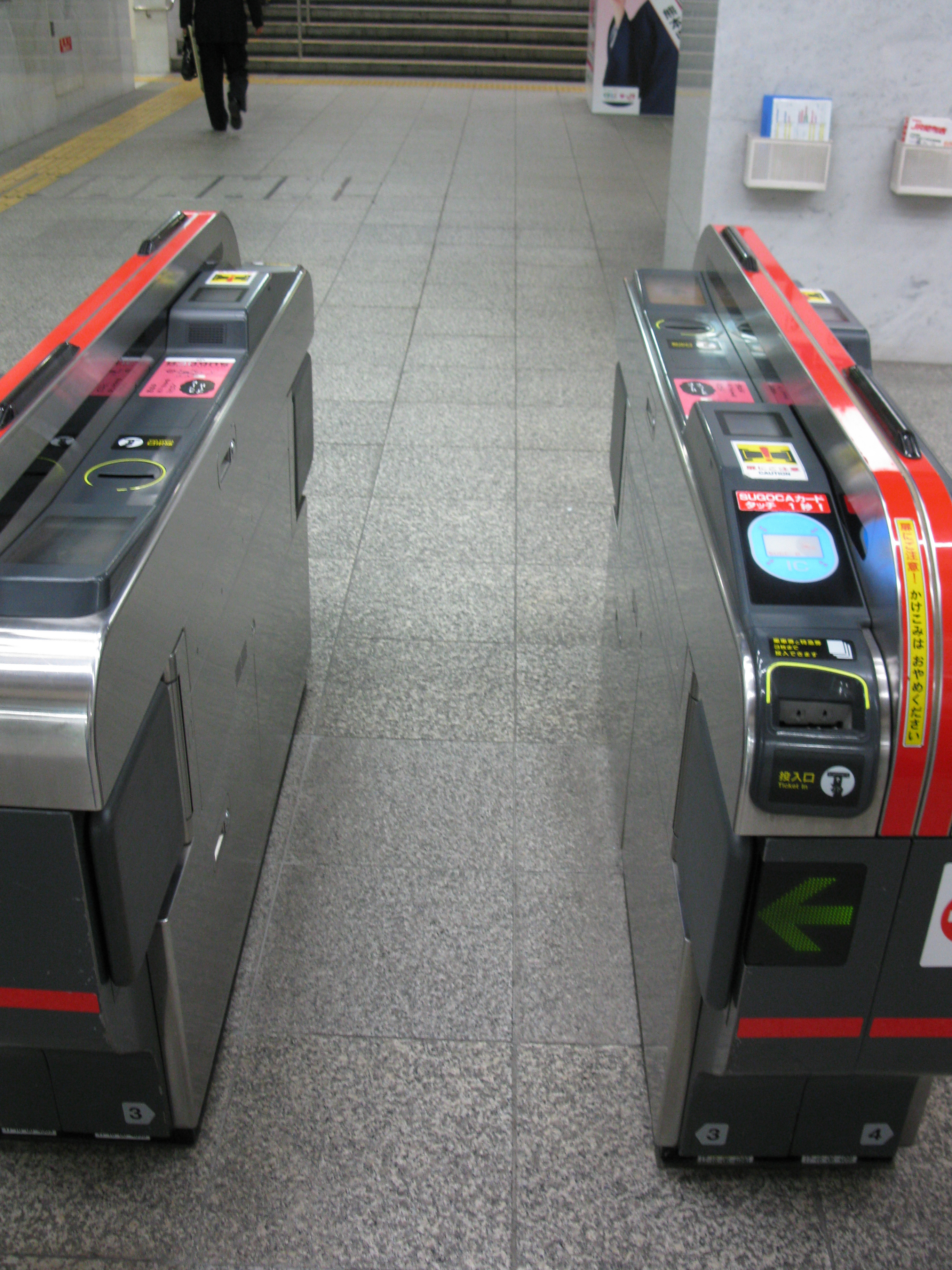
SUGOCA驗票閘門
（博多车站）

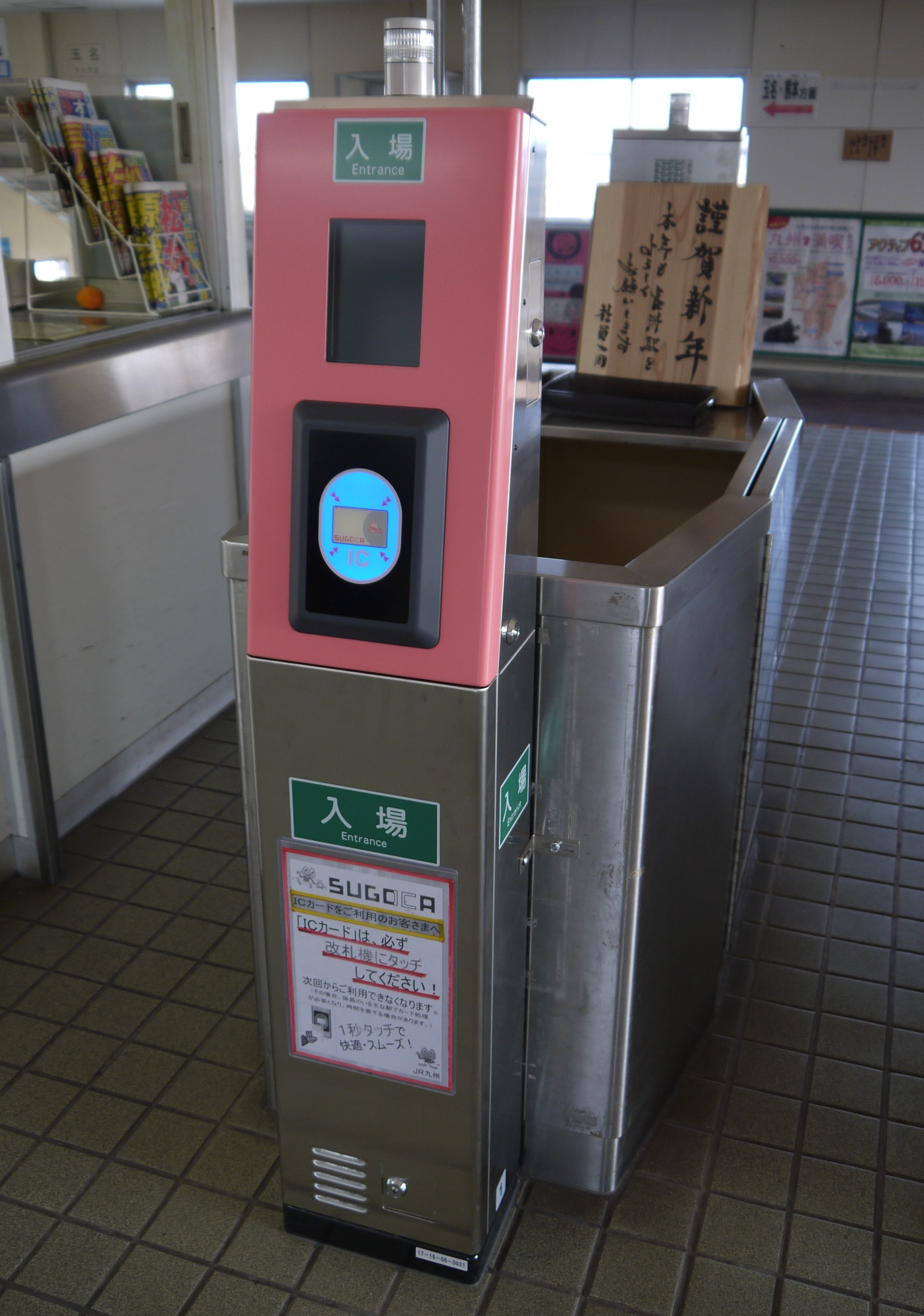
SUGOCA簡易驗票閘門

SUGOCA是一種由九州旅客鐵道（JR九州）發行的可再充值、非接觸式的智能卡（IC卡）形式車票，適用於該公司所屬的部分鐵路路線或部分區段。採用索尼公司（Sony）的FeliCa技術。
「SUGOCA」也是JR九州的註冊商標。

## 簡介

觸碰即走方式圖解

SUGOCA為RFID規範之非接觸式票卡，在在2009年3月1日開始使用。票卡背面右下方卡號開頭為「JK」，為JR九州的英文「JR Kyushu」。
和其他同類票卡一樣，SUGOCA的建議使用方式為「觸碰即走」（Touch and go），即把票卡或裝有票卡的車票夾或皮夾直接觸碰閘機的感應部分。

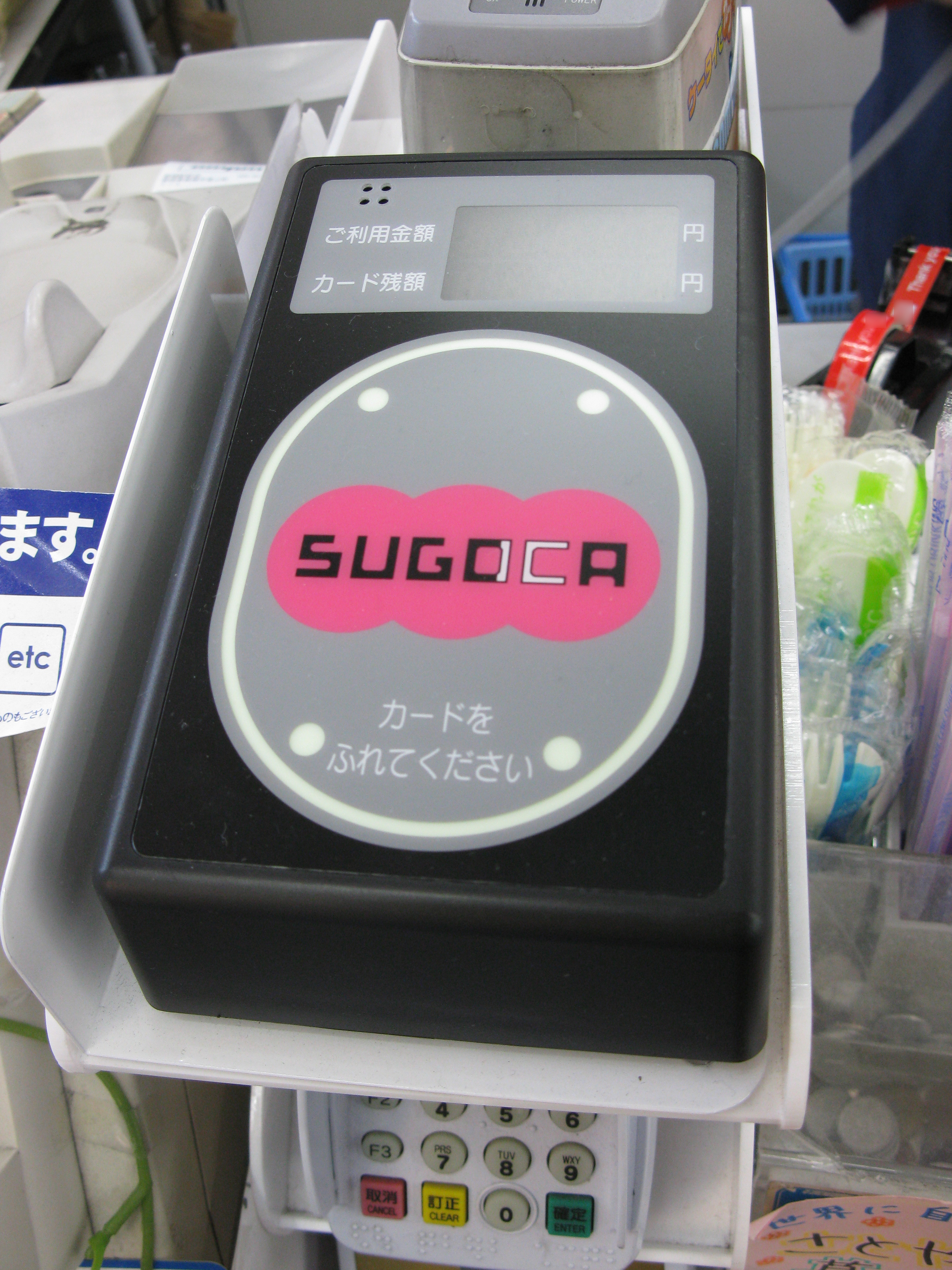
便利商店

## 使用範圍
JR九州的使用範圍如下。2009年3月1日起於以福岡縣、佐賀縣內為中心的124座車站引入，2012年12月1日以後擴大使用範圍。
JR九州線的使用範圍分為「福岡、佐賀、大分、熊本地域」「長崎地域」「宮崎地域」「鹿兒島地域」共四個地域，跨地域之間不能直接使用。另外也不能作為九州新幹線及西九州新幹線的乘車券使用。
福岡地域更新自動閘機後，一部分車站已經引入IC卡專用閘機。IC卡專用閘機塗成粉紅色。
福岡、佐賀、大分、熊本地域
- 鹿兒島本線門司港站—八代站間
- 日豐本線西小倉站—幸崎站間
- 筑豐本線若松站—桂川站間（福北豐線、若松線全線）
- 篠栗線全線
- 香椎線全線
- 長崎本線鳥栖站—佐賀站
- 筑肥線姪濱站—唐津站
- 唐津線唐津站—西唐津站
- 久大本線久留米站—善導寺站、向之原站—大分站
- 豐肥本線熊本站—肥後大津站、中判田站—大分站
- 山陽本線下關站—門司站
  - 不可使用SF跨越ICOCA範圍。

長崎地域
- 長崎本線諫早站—市布站—長崎站、浦上站—長與站—喜喜津站
- 大村線諫早站—竹松站

宮崎地域
- 日豐本線佐土原站—田野站
- 日南線南宮崎站—田吉站
- 宮崎機場線全線

鹿兒島地域
- 鹿兒島本線川內站—鹿兒島站
- 日豐本線國分站—鹿兒島站
  - 不能用作龍水站的上下車。

- 指宿枕崎線鹿兒島中央站—喜入站

#### 北九州單軌電車
- 小倉線全線

## 歷史
- 2006年（平成18年）9月26日：宣佈引入IC卡乘車券[3]。
- 2007年（平成19年）10月29日：公佈卡名稱與設計[4]。
- 2008年（平成20年）
  - 2月6日：西日本鐵道、JR九州、福岡市交通局、JR東日本成立「有關九州IC乘車券、電子貨幣互相使用協議會」[5]。
  - 4月18日：公佈於2010年春天與東日本旅客鐵道的Suica、西日本鐵道的nimoca、福岡市交通局的快捷卡開始互相使用[6]。
- 2009年（平成21年）
  - 1月27日：公佈啟用日為2009年3月1日[7]。
  - 2月1日：公募開始進行客戶監察試驗[8]。
  - 3月1日：以福岡縣及佐賀縣內為中心的124座車站[注 1]引入。
  - 3月20日：發售數量突破5萬張[9]。
  - 4月6日：發售數量突破10萬張[9]。
  - 6月15日：九州地區的am/pm110店舖開始SUGOCA電子貨幣及加值服務[10]。
  - 11月25日：宣佈將於2011年春天與JR西日本的ICOCA開始互相使用，將可用於鐵道、電子貨幣利用，並引入點數服務。
- 2010年（平成22年）
  - 2月18日：鹿兒島中央站的Fresta鹿兒島內全部42店都可以使用SUGOCA。
  - 3月1日
    - JR九州系各種信用卡統一，引入SUGOCA連動的信用卡「JQ CARD」。
    - 為紀念SUGOCA1周年，與伊藤園共同製作紀念商品「SUGOCA茶」，限量發售96000杯[11]。在JR九州系列的店舖、商店、接力燕號的車內發售，也在AEON九州（日语：イオン九州）與MaxValu九州（日语：マックスバリュ九州）的店舖發售。

  - 3月13日：實施時刻表改正，筑肥線、唐津線（姪濱－西唐津間）及該日開業的鹿兒島本線新宮中央站引入。同時，SUGOCA與nimoca、快捷卡、Suica開始互相使用[12]。
- 2011年（平成23年）3月5日：下關站引入SUGOCA閘機，使用範圍擴大至山陽本線（下關站－門司站間）。與西日本旅客鐵道的ICOCA、東海旅客鐵道的TOICA開始互相使用。但是，此時筑肥線、唐津線仍不可使用ICOCA、TOICA。
- 2012年（平成24年）
  - 12月1日
    - SUGOCA乘車券的對應範圍擴大，既有使用範圍擴大至大分、熊本地區。同時設定長崎地區、鹿兒島地區對應使用範圍。
    - Drug Eleven（日语：ドラッグイレブン）所有店舖（調劑藥局（日语：調剤薬局）的一部分店舖除外）啟用SUGOCA電子貨幣[13]。
- 2013年（平成25年）
  - 3月1日：產業醫科大學（日语：産業医科大学）、產業醫科大學醫院（日语：産業医科大学病院）的商店與店舖等引入SUGOCA[14]。
  - 3月23日：交通系IC卡全國互相使用服務（乘車券機能全日制10卡，電子貨幣機能除PiTaPa外全日本9卡）開始。至此，ICOCA、TOICA也可用於筑肥線、唐津線，Suica、nimoca、快捷卡以外的互相使用IC卡也可跨越筑肥線、福岡市地下鐵、貝塚線乘車。
  - 6月22日：SAPICA札幌地域的範圍開放全日本10卡使用，SUGOCA等全國互相使用服務可以單向使用（電子貨幣除外）[15]。
- 2015年（平成27年）
  - 3月14日：odeca（日语：odeca）JR東日本氣仙沼線、大船渡線BRT的範圍開放全日本10卡使用，SUGOCA等的全國互相使用服務可以單向使用。
  - 10月1日：JR九州以外，北九州單軌電車也啟用SUGOCA。另外，單軌電車各站開始發售『monoSUGOCA』。
  - 11月14日：設定宮崎地區的新範圍[16]。宮崎市內合計12座車站被納入服務範圍。
- 2016年（平成28年）
  - 3月23日：熊本縣內各社引入的熊本地域振興IC卡（日语：熊本地域振興ICカード）的範圍開放全日本10卡使用，SUGOCA等的全國互相使用服務可以單向使用[17]。
  - 3月26日：仙台市交通局與宮城交通（日语：宮城交通）引入icsca的範圍開放全日本10卡使用，SUGOCA等的全國互相使用服務可以單向使用。
- 2017年（平成29年）
  - 7月7日：點數服務移動至「JRキューポ」[18]。
- 2018年（平成30年）
  - 3月3日：高松琴平電氣鐵道引入IruCa的範圍開放全日本10卡使用，SUGOCA等的全國互相使用服務可以單向使用。
  - 3月17日：廣島縣內各公司引入的PASPY的範圍開放全日本10卡使用，SUGOCA等的全國互相使用服務可以單向使用。
  - 9月25日：櫻島渡輪啟用SUGOCA[19]。
- 2020年（令和2年）2月16日：長崎自動車（日语：長崎自動車）引入Ntasu T卡（日语：Tポイント#エヌタスTカード）的範圍開放全日本10卡使用，SUGOCA等的全國互相使用服務可以單向使用。
- 2023年（令和5年）8月28日：可以用於此日開業的日田彥山線BRT。但是不能跨地域乘車。
- 2024年（令和6年）
  - 10月3日：長崎本線 佐賀站—江北站間（包括臨時站氣球佐賀站）、佐世保線全線、大村線早岐站—豪斯登堡站間啟用SUGOCA，並編入福岡、佐賀、大分、熊本地域，擴大範圍[20]。擴大範圍內的機器設置費用由佐賀縣與長崎縣負擔[21]。
  - 11月15日：熊本縣內各社引入熊本地域振興IC卡，不再使用SUGOCA等全國通用服務[22]。

### 預定
- 2025年度（令和7年度）：以下路段各站預定啟用。擴大範圍內的機器設置費用由長崎縣負擔[23]。
  - 大村線 豪斯登堡站—竹松站間
- 2025年度（令和7年度）：以下路段各站預定啟用。擴大範圍內的機器設置費用由宮崎縣、宮崎市與新富町負擔[24]。
  - 日豐本線 日向新富站—佐土原站間
  - 日南線 田吉站—青島站間
- 2027年（令和9年）春以後：JR西日本的Mobile ICOCA / Apple Pay的ICOCA系統預定將可用於SUGOCA範圍的Mobile IC定期券服務以及JR九州的會員服務[25]。